# Olivier Faugeras
Olivier Dominique Faugeras é um cientista da computação francês e diretor de pesquisa do Inria Sophia Antipolis. Ele é membro da Academia Francesa de Ciências e da Academia Francesa de Tecnologias, e recebeu o Prêmio Okawa de 2014 por suas contribuições pioneiras para a visão computacional e a neurociência computacional .

## Biografia
Faugeras nasceu em Neuilly-sur-Seine, França, e frequentou o Lycée Louis-le-Grand . Ele se formou em matemática e física na École Polytechnique em 1971 e frequentou a École Nationale Supérieure des Télécommunications para seu mestrado em engenharia elétrica em 1973. Ele então frequentou a Universidade de Utah para seu PhD em ciência da computação e se formou em 1976. Ele daí se tornou um cientista júnior na Inria Rocquencourt até 1979. Ele passou um ano como professor assistente na University of Southern California e depois voltou à França para servir como professor associado na Universidade Paris-Sud e para seu doutorado em matemática na University of Paris VI, que recebeu em 1981. Ele então voltou para Inria Rocquencourt como um cientista sênior e, em 1989, mudou-se para Inria Sophia Antipolis . De 1996 a 2001, ele foi professor adjunto no Laboratório de Ciência da Computação e Inteligência Artificial do MIT .
Em 1989, ele recebeu o prêmio Institut de France Fondation Fiat da Academia Francesa de Ciências por suas contribuições em visão computacional. Em 1998, recebeu o Prêmio France Telecom da Academia Francesa de Ciências, além de ser eleito membro. Em 2000 foi um dos membros fundadores da Academia Francesa de Tecnologias . Em 2008, junto com QT Luong e Steve Maybank, ele recebeu no ECCV o Prêmio Koenderink para Contribuições Fundamentais em Visão Computacional. Em 2015, recebeu no ICCV o PAMI Azriel Rosenfeld pelo Lifetime Achievement Award .